# Aphyosemion bamilekorum
Aphyosemion bamilekorum är en fiskart som beskrevs av Radda, 1971. Aphyosemion bamilekorum ingår i släktet Aphyosemion och familjen Nothobranchiidae. IUCN kategoriserar arten globalt som starkt hotad. Inga underarter finns listade i Catalogue of Life.